# MINMI BEST 2002-2008
『MINMI BEST 2002-2008』（ミンミ ベスト 2002-2008）は、日本の歌手MINMIの1枚目のベスト・アルバムである。2008年6月4日発売。発売元はビクターエンタテインメント。

## 概要
- 初となるベストアルバム
- 初回プレス分のみスリーブケース仕様
- 初回限定盤にはRED SPIDERのJUNIORによるMIX-CD付。

## 収録曲

### DISC1 (DISC-POSITIVE)
1. Another World
作詞・作曲・編曲：MINMI
3rdシングル
2. T.T.T.
作詞・作曲：MINMI、編曲：813
2ndシングル
3. The Perfect Vision
作詞・作曲：MINMI、編曲：KAMISHIRO
1stシングル
4. imagine '08 mix
作詞：MINMI、作曲：Shingo.S
アルバム『imagine』収録曲のNew Mix
5. Lotta Love
作詞・作曲：MINMI/m-flo
シングル「I Love You Baby」収録
6. 西麻布伝説
作詞・作曲：MINMI、編曲：MINMI/DJ HAZIME/SATOSHI YOSHIKAWA
7thシングル
7. Home Town
作詞・作曲：MINMI、編曲：Shingo.S
アルバム「Miracle」収録
8. STEP
作詞・作曲：MINMI
アルバム「imagine」収録
9. Fly High
作詞・作曲：MINMI、編曲：FIRE HOUSE CREW、JUNIOR
アルバム「Miracle」収録
10. The Rock City
作詞・作曲：MINMI&VADER
アルバム「imagine」収録
11. Are yu ready
作詞・作曲：MINMI、編曲：MINMI/Seiji"junior"Kawabata
5thシングル
12. NANDE
作詞：MINMI, Rudebwoy Face、作曲：Supa Dups
アルバム「THE LOVE SONG COLLECTION 2006-2007」収録
13. 青空
作詞・作曲：MINMI
アルバム「THE LOVE SONG COLLECTION 2006-2007」収録
14. アイラ
作詞・作曲：MINMI
アルバム「Natural」収録

### DISC2 (DISC-HAPPY)
1. HAPPY SONG 2004
作詞・作曲：MINMI、編曲：813
アルバム「imagine」収録
2. アイの実
作詞・作曲：MINMI、編曲：MINMI/FIRE HOUSE CREW
4thシングル
3. 真夏のオリオン welcomez MINMI, 10-FEET
作詞・作曲：INFINITY16/MINMI/TAKUMA編曲：INFINITY16/TAKA"BLOOD"I
INFINITY16の2ndシングル
4. シャナナ☆
作詞・作曲：MINMI、編曲：Soundbreakers
9thシングル
PVには長谷川潤が出演
5. サマータイム!!
作詞・作曲：MINMI、編曲：MINMI/TSURU-KAME
6thシングル
6. south orange
作詞・作曲：MINMI、編曲：STEELY&CLEVIE・JUNIOR
シングル「The Perfect Vision」収録
7. ココフレ～Coconuts Flavor’97～
作詞・作曲：MINMI、編曲：Daisuke Tohyama
シングル「サマータイム!!」収録
8. 真珠ノ涙 feat.KENTY-GROSS
作詞・作曲：MINMI/KENTY-GROSS
シングル「西麻布伝説」収録
9. Dream Lover welcomez 湘南乃風, MINMI, MOOMIN
作詞・作曲：INFINITY16・湘南乃風・MINMI・MOOMIN、編曲：INFINITY16
INFINITY16の1stシングル
10. 四季ノ唄
作詞・作曲：MINMI、編曲：Nujabes
シングル「アイの実」収録
11. Miracle
作詞・作曲：MINMI、編曲：LENKY/SLY/JUNIOR
アルバム「Miracle」収録
12. Natural
作詞・作曲：MINMI
アルバム「Natural」収録
13. I Love You Baby
作詞・作曲：MINMI、編曲：MINMI/Soundbreakers
8thシングル
14. The Perfect Vision -Shinichi Osawa Remix-
作詞・作曲：MINMI
1stシングル『The Perfect Vision』のNew Mix

### DISC3(初回限定盤のみ)
1. TRACK #1
2. TRACK #2
3. TRACK #3
4. TRACK #4
5. TRACK #5
6. TRACK #6
7. TRACK #7
8. TRACK #8
9. TRACK #9
10. TRACK #10
11. TRACK #11
12. TRACK #12
13. TRACK #13
14. TRACK #14
15. TRACK #15
16. TRACK #16
17. TRACK #17
18. TRACK #18
19. TRACK #19
20. TRACK #20
21. TRACK #21
22. TRACK #22

## 演奏
Disc 1
- MINMI
  - Vocal
  - Other Instruments (#1)
  - Chorus (#1.2.7)
- マツキタイジロウ (Scoobie Do)：Guitar (#1)
- 下神竜哉：Trumpet (#1)
- 小坂武巳：Trombone (#1)
- 近藤和彦：Tenor Sax (#1)
- DJ HAZIME：Scratch (#1)
- 4WD：Back Voice (#1)
- 高橋直之：Strings (#2)
- 矢吹俊郎：Guitar (#3)
- 菅木真智子：Chorus (#3)
- ISAO.K：Manipulation (#3)
- 福原将宜
  - Guitar (#4.8.11)
  - Electric Sitar (#4)
- 縄田寿志：Additional Programming (#5)
- 千葉純治：Keyboards (#5)
- 佐々木亜紀子：Sax (#6)
- 藤倉隆弘：Trumpet (#6)
- CHINO & CHIKA (You Want Me)：Chorus (#6.14)
- 村山達哉：Strings Arrangement (#8)
- 村山達哉ストリングス：Strings (#8)
- 小山貢：津軽三味線 (#11)
- CHICA、桐山なぎさ：Violin (#13)
- 三木章子：Viola (#13)
- 前田善彦：Cello (#13)

Disc 2
- MINMI
  - Vocal
  - Chorus (#2.6.10.11)
- Tanco：Bass (#1)
- Yukky：Drums (#1)
- Kon“MPC”Ken：MPC2000 (#1)
- Mama-R：Piano & Hammond Organ (#1)
- Shinji Man：Percussion (#1)
- I-Watch：Guitar (#1)
- 杉並児童合唱団：Chorus (#2)
- TAKA "Blood"I：Guitar, Bass, Piano, Acoustic Guitar, Programming (#3.9)
- mikey：Piano, Organ, Electric Piano, Synthesizer (#3.9)
- 橘井健一：Guitar (#4)
- CHICA、武藤宏樹：Violin (#4.13)
- 細川亜維子：Viola (#4)
- 前田善彦：Cello (#4)
- OZA：Guitar (#5)
- 藤倉隆弘：Trumpet (#5)
- Dean Fraser：Sax (#6.13)
- 渡辺等：Bass (#10)
- 福原将宜：Guitar (#10)
- 松本圭司：Keyboards & Piano (#10)
- 桐山なぎさ：Violin (#13)
- 志賀恵子、御法川雄矢：Viola (#13)